# Código Civil de Austria

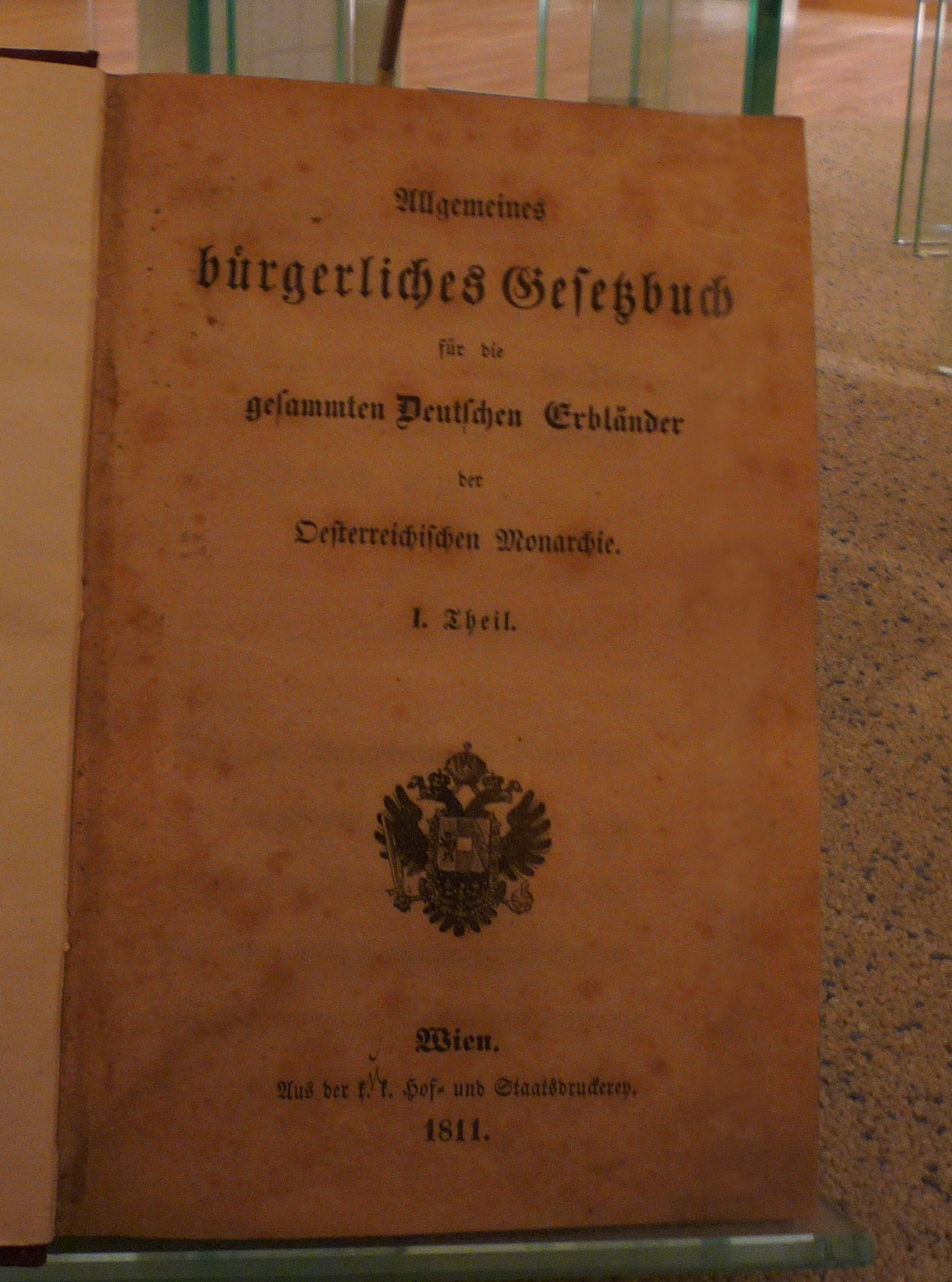
Código Civil de Austria (ABGB) en el Museo de Historia Militar (Heeresgeschichtlichen Museum)

El Código Civil de Austria (en alemán: Allgemeines bürgerliches Gesetzbuch y abreviado ABGB) es la codificación del derecho civil austríaco.
Fue proclamado el 1 de junio de 1811, entrando en vigor para la totalidad del Imperio Austriaco de habla alemana el 1 de enero de 1812. Fue asumido por la República de Austria en 1918 y aplicado también en Burgenland desde 1922.
El ABGB se originó a partir de las ideas de la Ilustración y los derechos naturales, que principalmente postulaba la equidad y libertad del individuo sin abolir del todo el viejo orden feudal de los estados. Durante todo el tiempo de su aplicación en las leyes austríacas ha sido enmendado frecuentemente, por ejemplo entre 1914 y 1916 tuvo 3 enmiendas parciales y en los años 1970 una reforma del derecho de familia.
Aunque algunas importantes ramas son regidas por leyes especiales externas al ABGB (como el derecho industrial y partes del derecho conyugal), sigue siendo considerado como el punto de concreción del derecho civil de Austria y su estudio derivado.